# Kateřinské náměstí
Kateřinské náměstí je náměstí v Praze, v obvodu a městské části Újezd u Průhonic a ve čtvrti Kateřinky. Náměstí je po obvodu tvořeno obytnými domy a silnicí vedoucí do Průhonic. Uprostřed náměstí je malinký parčík se stromky a lavičkami. Na náměstí je Městský úřad pro Prahu-Újezd.